# Tuilerie de Vaire
La tuilerie de Vaire est un ancien bâtiment industriel, protégé des monuments historiques, situé à Vaire dans le département français du Doubs.

## Localisation
L'ancienne tuilerie est située dans le village de Vaire, rue de Roche, en bordure du Doubs.

## Histoire
La tuilerie est créée en 1681. Elle est transformée en hangar agricole en 1888. La  totalité des bâtiments subsistants de la tuilerie est inscrite au titre des monuments historiques en 2001.

## Architecture
Transformé en hangar agricole, il ne reste de l'ancienne tuilerie que le hangar de façonnage et de séchage dont la toiture, haute et à croupe, est caractéristique.